# Walsleben (Altmark)
Walsleben (Altmark) este o comună din landul Saxonia-Anhalt, Germania.